# Thangka
Thangka (tib.: ཐང་ཀ་ [tʰɑːŋkɑː] – svitek, Wylie: thang ka; névársky: पौभा paubhá) je svinovací malba nebo tapisérie s náboženskou tematikou, používaná zejména v tibetském buddhismu. Většinou propracovaná vyobrazení zahrnují mnoho detailů, které mají vymezený, symbolický charakter.
Původně byly thangky oblíbené mezi potulnými mnichy, neboť malované svitky byl lehké a po svinutí snadné pro přenášení z kláštera do kláštera. Tyto svitky byly důležitým prostředkem jejich učení, neboť ukazovaly scény ze života Buddhy, bódhisattvy, výjevy ze života význačných lámů i z každodenního života. Oblíbeným tématem je i Kruh života, což je vizuální prezentace učení Abhidharma.
Thangky vypracovávají jen zkušení mistři, kteří mají kromě jiného instrukce o geometrii znázorňovaných forem – přesným pravidlům podléhá např. proporce tváře a jejích částí, uložení prvků kompozice, vyobrazení průvodních forem, použití barevných kombinací atd.
V závislosti na použitém materiálu a technice malby lze rozlišit různé typy:
- Nagthang se žlutými liniemi na černém podkladu;
- Serthang se žlutými liniemi má červeném podkladu nebo červenými liniemi na modrém podkladu;
- Thangka Linie reprezentuje linie resp. technika malby, která se předává od mistrů vždy tomu nejlepšímu žákovi.

Jde většinou o obrazy nevelkých rozměrů, jsou však i thangky několikametrové, jež se používají při náboženských obřadech.
Svitky bývají zavěšeny v buddhistických klášterech i v soukromých obydlích, nebo jsou slavnostně nošeny v procesích. Často slouží jako pomoc při meditaci, jsouce prostředkem vizualizace různých aspektů mysli.